# 列维
列维（Lévi，Levi），一译烈维或莱维，是犹太人姓氏，有时也拼做Lévy或Levy。来自希伯來語：‎，意为利未人，即助祭。据2019年统计，该姓氏是以色列第二大姓，仅次于第一名的科亨氏。

## 该姓著名人物
- 卡尔洛·列维（英语：Carlo Levi），意大利作家，左翼活动家
- 保罗·列维，德国共产主义活动领袖
- 西尔万·列维，法国东方学家
- 克洛德·列维-斯特劳斯，法国人类学家